# Anti-Cancer Drugs
Anti-Cancer Drugs ist eine wissenschaftliche Fachzeitschrift, die vom Verlag Lippincott Williams & Wilkins veröffentlicht wird. Die Zeitschrift erscheint derzeit mit zehn Ausgaben im Jahr. Es werden Arbeiten veröffentlicht, die sich mit therapeutischen Agenzien gegen Krebs beschäftigen.
Der Impact Factor lag im Jahr 2016 bei 2,32. Nach der Statistik des ISI Web of Knowledge wird das Journal mit diesem Impact Factor in der Kategorie Onkologie an 143. Stelle von 217 Zeitschriften und in der Kategorie Pharmakologie und Pharmazie an 162. Stelle von 254 Zeitschriften geführt.